# Max Burgin
Max Burgin, né le 20 mai 2002, est un athlète britannique spécialiste du 800 mètres.

## Biographie
Il remporte le titre du 800 m lors des Championnats d'Europe d'athlétisme jeunesse 2018.
Le 19 mai 2021, à Ostrava, il établit un nouveau record d'Europe junior du 800 m en 1 min 44 s 14.
Le 14 juin 2022 à Turku lors des Paavo Nurmi Games, Max Burgin porte son record personnel à 1 min 43 s 52, signant la meilleure performance mondiale de la saison. Il devient à cette occasion le quatrième meilleur performeur britannique de tous les temps sur 800 m, derrière Sebastian Coe, Steve Cram et Peter Elliott.
Aux Jeux olympiques de Paris, après avoir battu en 1 min 43 s 50 son record personnel en demi-finale, il termine 8e de la finale.

## Palmarès
| Date | Compétition     | Lieu  | Résultat | Épreuve | Temps         |
| ---- | --------------- | ----- | -------- | ------- | ------------- |
| 2024 | Jeux olympiques | Paris | 8e       | 800 m   | 1 min 43 s 84 |

## Records
| Épreuve | Temps         | Lieu        | Date         |
| ------- | ------------- | ----------- | ------------ |
| 800 m   | 1 min 43 s 50 | Saint-Denis | 10 août 2024 |